# Franco Colela
Franco Colela (Remedios de Escalada, 5 gennaio 1996) è un calciatore argentino, centrocampista svincolato.

## Caratteristiche tecniche
È un mediano.

## Carriera
Cresciuto nelle giovanili del Banfield, ha esordito il 5 febbraio 2016 in occasione del match vinto 2-0 contro il Gimnasia (LP).

## Statistiche

### Presenze e reti nei club
Statistiche aggiornate al 13 marzo 2018.
| Stagione        | Squadra         | Campionato      | Campionato | Campionato | Coppe nazionali | Coppe nazionali | Coppe nazionali | Coppe continentali | Coppe continentali | Coppe continentali | Altre coppe | Altre coppe | Altre coppe | Totale | Totale | Totale |
| Stagione        | Squadra         | Comp            | Pres       | Reti       | Comp            | Pres            | Reti            | Comp               | Pres               | Reti               | Comp        | Pres        | Reti        | Pres   | Reti   |        |
| --------------- | --------------- | --------------- | ---------- | ---------- | --------------- | --------------- | --------------- | ------------------ | ------------------ | ------------------ | ----------- | ----------- | ----------- | ------ | ------ | ------ |
| 2016            | Banfield        | PD              | 10         | 0          | CA              | 0               | 0               | CS                 | 0                  | 0                  |             | -           | -           | 10     | 0      |        |
| 2016-2017       | Banfield        | PD              | 3          | 0          | CA              | 0               | 0               |                    | -                  | -                  |             | -           | -           | 3      | 0      |        |
| 2017-2018       | Banfield        | PD              | 3          | 0          | CA              | 0               | 0               | CL                 | 0                  | 0                  |             | -           | -           | 3      | 0      |        |
| Totale carriera | Totale carriera | Totale carriera | 16         | 0          |                 | 0               | 0               |                    | 0                  | 0                  |             | -           | -           | 16     | 0      |        |